# Caprifico di Torrecchia
Caprifico di Torrecchia è un sito archeologico che si trova in località Le Querce nei pressi di Cisterna di Latina.

## Area archeologica
Dall'area archeologica di Caprifico di Torrecchia sono emersi numerosi reperti, trafugati tra il 1960 e il 1990, sparsi in diversi musei internazionali, che una volta recuperati, hanno permesso di ricostruire il tetto fittile largo 12 metri, riferibili ad un tempio datato tra il 530 e il 520 a.C..
Il ritrovamento di questo tempio, e successivi rilievi fotografici aerei che potrebbero aver identificato un abitato esteso per 37 ettari, oltre che la posizione geografica congruente con le fonti storiche, hanno spinto alcuni studiosi a ipotizzare che in quest'area si trovasse la città scomparsa di Suessa Pometia.
Il Museo della Città e del Territorio di Cori espone oltre duecento di reperti fittili attribuiti al tempio, trafugati da ignoti e poi restituiti dall'Ashmolean Museum di Oxford e dal Museo di antichità di Basilea e collezione Ludwig di Basilea.